# N.V. Dorph (maler)
 Der er flere personer med dette navn, se N.V. Dorph (forfatter).
Niels Vinding Dorph (19. september 1862 i Haderslev – 21. september 1931 i København) var en dansk maler og redaktør, sønnesøn af forfatteren N.V. Dorph.
Dorph blev født i Haderslev, ved hvis lærde skole faderen, Christian Dorph, var adjunkt. Efter at have stået et år i malerlære og gennemgået Teknisk Institut i København, kom han 17 år gammel til Kunstakademiet, hvis malerskole han dog forlod uden afgangsbevis for i nogle år at studere under P.S. Krøyer og Laurits Tuxen.
Sine første billeder udstillede han 1884, og nogle år senere vakte hans Lawn-Tennis opmærksomhed; for det fik han 1891 »hæderlig Omtale« på den internationale udstilling i Berlin; medalje tilkendtes ham 1893 på Verdensudstillingen i Chicago for Maaneskinsnat, et af de mest stemningsfyldte arbejder fra hans yngre år. Derefter fulgte hovedværkerne Sommeraften og Villa i Maaneskin samt udmærket formede og skarpt karakteriserede portrætter. Henimod slutningen af 19. århundrede gik der nogle år, i hvilke Dorph malede forholdsvis lidt og kun udstillede et enkelt arbejde, det store og skønne Badende Piger, der udmærkede sig lige så meget ved finhed i lufttoner og i det hele betydelige maleriske fortrin, som ved fremragende dygtig brug af modellen og stilfuld komposition.
Fra 1903 hørte han atter til Charlottenborgs stadige og betydelige udstillere; nævnes bør fra dette år det prægtige Portræt af Moderen, der erhvervedes til Nationalgalleriet i Budapest. For øvrigt har Dorph ved en række omfattende portrætter, for en stor del af kendte personligheder, erhvervet sig navn som en af fagets bedste; særlig kan fremhæves generalkonsul Ernst Delcomyn (Odense Museum), hvorfor Årsmedaljen tilkendtes ham første gang (1904), nationalbankdirektør Emil Strøm (Københavns Rådhus), professor J.L. Heiberg, rådmand P. Knudsen, politikeren J.C. Christensen, G.A. Hagemann (Privatbanken), lægen professor Jens Schou, brygger Carl Jacobsen (Industriforeningen), af kong Christian 10. har han malet to portrætter (Industriforeningen i København og Bryggeriforeningen).
Til Dorphs senere større kompositioner hører Kain hører Guds Stemme, to vægbilleder Fra Saint Germain, der 1907 hædredes med Eckersberg Medaillen, samt en del udmærket komponerede og meget stilfulde dekorative værker som Landskaber fra Seinen og fra Thüringen med figurstaffage. I 1916 blev han optaget af en mægtig opgave: 9 kolossalbilleder med Fremstillinger af dansk erhvervsliv, industri, handel, søfart osv., til den ny ekspeditionssal i Nationalbanken, opført af Martin Borch (nedrevet 1964). Han har endvidere udført en mængde fortrinlige forbilleder for kunstindustrielle arbejder og de dekorative malerier og tegninger til pryd for sådanne; mærkes bør det på en udstilling af Skønvirke fremkomne flygel med 8 malede kompositioner samt adskillige møbler, kaminer osv. Som kunstskribent, især som kritiker, har Dorph udført en ikke ringe virksomhed, og han var 1893-1902 ansat på Politiken og redaktør af bladet Kunsts 1. årgang.
En mængde tillidshverv var ham overdraget: Han blev således medlem af Kunstakademiet 1908, medlem af Akademiets plenarforsamling, medlem af Akademiraadet 1908-17 og 1921-, formand for Udstillingskomitéen 1914-26 (medlem fra 1912), medlem af Institut de France, i bestyrelsen for Foreningen til Hovedstadens Forskønnelse 1906-15, medlem af bestyrelsen for Frederiksborgmuseet, af bestyrelsen for Kunstnernes Understøttelseskasse og Fondet til Opførelse af et Kunstnerhus, af komitéen for Grundtvigskirken samt medlem af Gallerikommissionen 1929. Han var medstifter af friluftsteatret i Dyrehaven, af Selskabet for dekorativ Kunst og af Malende Kunstneres Selskab. Han var Kommandør af 2. grad af Dannebrog og Dannebrogsmand.
I udlandet hørte han til de bedst kendte danske kunstnere og har vundet medalje på adskillige udstillinger. I forening med sin hustru, malerinde Bertha Dorph, som han ægtede 1899, ledede han en stærkt besøgt malerskole.